# Эфендиев, Султан Меджид Меджид оглы
Султан Меджид Меджид оглы Эфендиев (азерб. Sultan Məcid Məcid oğlu Əfəndiyev, партийные псевдонимы Мюфидзаде (азерб. Müfidzadə), Йолдаш и Султан; 14 [26] мая 1887, Шемахы, Бакинская губерния — 21 апреля 1938, Баку) — российский революционер, публицист, государственный и партийный деятель Азербайджанской ССР, ЗСФСР и СССР. Один из первых азербайджанских марксистов.
Возглавлял народные комиссариаты земледелия (1921—1924) и рабоче-крестьянской инспекции Азербайджанской ССР (1924—1927). Был председателем ЦИК Азербайджанской ССР (1931—1937) и ЦИК ЗСФСР от Азербайджанской ССР (1932—1937). Являлся одним из ближайших соратников Нариманова.
Член «Гуммет». Был членом Бюро ЦК АКП(б) и Председателем ЦКК АКП(б) (1924—1927). Кроме Азербайджанской партийной организации, состоял членом Закавказского краевого комитета ВКП(б) и ЦКК РКП(б). Директор и действительный член Азербайджанского государственного научно-исследовательского института (АзГНИИ). Репрессирован в годы Большого террора.

## Биография
Султан Меджид Эфендиев родился 26 мая 1887 года в Шемахе в семье торговца Меджида Эфендиева и был внуком закавказского муфтия. Первоначальное он обучался в мектебе, но затем отец перевёл его в шемахинское трёхклассное училище. Торговые дела у отца шли неважно, а после шемахинского землетрясения 1902 года и вовсе оказались подорваны, после чего отец решает переехать в Баку.
В Баку Султан Меджид Эфендиев был определён в шестиклассное училище, где он впервые знакомится с марксизмом. В 1904 году его приняли в РСДРП. Тогда же он впервые столкнулся с жандармами. На квартире одного знакомого социал-демократа, куда Эфендиев пришёл с прокламациями, те проводили обыск. Пользуясь возможностью, он разорвал прокламации и бросил в угол комнаты. Когда же жандармы стали его обыскивать и допрашивать кто он и зачем сюда пришёл, то сосед хозяина квартира, который был агентом царской охранки, подобрал клочки прокламации и заявил, что их разорвал и бросил Эфендиев. Несколько часов Эфендиев провёл в жандармском управлении, где его допросили, а потом отпустили.
Революционной деятельностью Эфендиев поначалу занимался в Биби-Эйбате, на промыслах Таирова, Милова и Мухтарова, а затем его стали замечать на балаханских промыслах, о чём есть воспоминания С. Фатали-заде и М. Мамедъяров. В тот же период он становится одним из организаторов социал-демократической организации «Гуммет», выпускавшей одноимённую газету. Как вспоминал С. М. Эфендиев:
За недостатком в то время работников тюрок (т. е. азербайджанцев — прим.), я исполнял обязанности агитатора, пропагандиста, организатора, газетного работника и т. д. Кроме того, мне приходилось вести всю работу по печатанию прокламаций и нелегальных газет на тюркском языке гектографическим и типографическим способом.
С. М. Эфендиев принимал участие во всеобщей стачке бакинских рабочих 1904 года. Был одним из делегатов на переговорах с нефтепромышленниками, которые состоялись 30 декабря 1904 года в здании акционерного общества «Электрическая сила». Декабрьская стачка бакинских рабочих завершилась принятием первого в истории рабочего движения России коллективного договора (так называемой «мазутной конституции»). Летом 1906 года вспыхнула стачка на текстильной фабрике Г. З. Тагиева, в подготовке и руководстве которой участвовали гумметисты. Один из участников стачки, Али Аббас Нагиев, позднее упоминал С. М. Эфендиева в числе тех, кто часто бывал и горячо выступал на собраниях и митингах текстильщиков. Эта двухмесячная забастовка завершилась тем, что генерал-губернатор и администрация фабрики выполнили требования бастующих.
В годы Первой русской революции С. М. Эфендиев проявил себя как публицист. Многие его статьи опубликовала еженедельная газета «Текамюль» («Эволюция»), которую на азербайджанском языке с 16 декабря 1906 года издавал «Гуммет». Кроме того, он сам принимал участие в её издании. Получал приглашение сотрудничать на страницах газеты «Призыв», вышедшей в июне 1906 года. Участвовал в еженедельной рабочей газете «Гудок», являвшегося органом Союза нефтепромышленных рабочих.
Прибыв в 1908 году в Казань, он в следующем году экстерном сдал экзамены за курс гимназии, получив аттестат зрелости. Затем С. М. Эфендиев поступил на медицинский факультет Казанского университета. Во время учёбы, за участие в студенческих выступлениях, как-то раз оказался в казанской тюрьме. Завершив в 1915 году учёбу, он в качестве врача врачебно-наблюдательного пункта («холерного барака») начал работать в посёлке Васильсурск Нижегородской губернии до тех пор, пока его не перевели во Владимировку.
После Февральской революции 1917 года — член Бакинского совета, комитета «Гуммет», комитета РСДРП(б). С 1918 года С. М. Эфендиев участвует в обороне Астрахани, комиссар по делам мусульман Закавказья при Наркомнаце РСФСР и заместитель председателя Центрального бюро коммунистических организаций народов Востока при ЦК РКП(б).

### Пребывание в Советской России
В апреле 1918 года Эфендиев выехал в Самарскую губернию. Там он намеревался пройти курс лечения кумысом. Однако в конце мая вспыхнуло восстание Чехословацкого корпуса, который эвакуировался из России домой через Владивосток. Эшелоны с чехословацкими войсками к тому времени были растянуты по Сибирской железнодорожной магистрали от района Пензы до Владивостока, что по протяжённости составляло около 7 тысяч километров. Выступление чехословаков сорвало планы Эфендиева. Впоследствии он писал: «вследствие чехословацкой авантюры застрял в Астрахани».
Советская Астрахань, где остановился Эфендиев, во время Гражданской войны занимала важное место в защите Советской России. Она препятствовала соединению армий Деникина и Колчака и была связующим мостом между Советской Россией и Баку. Пробыв некоторое время на местном грязевом курорте в Тинаках, Эфендиев в августе вступил в так называемый «Железный полк», где исполнял должности политработника и полкового врача. В том же месяце он заболел воспалением лёгких и лежал в лазарете. Участвовал в подавлении двух астраханских контрреволюционных мятежей. Здесь в Астрахани он подружился с С. М. Кировым.
К тому моменту Советская власть в Баку была свергнута, а гумметисты-большевики (Нариманов, Буниатзаде, Сардаров, Султанов и другие) перебрались в Астрахань и включились в работу по укреплению обороны города. Как военный врач Эфендиев присутствовал на совещании, состоявшемся в Астрахани 28-29 марта 1919 года. Совещание избрало Бюро «Гуммет» из пяти человек, в числе которых был и Эфендиев. По мнению Каренина и Дж. Гулиева, он был тем, кого гумметисты направили в Москву. Только один говорил об этом в контексте установления связи с ЦК и Советским правительством, другой — в контексте окончательного решения вопроса о деятельности Астраханской группы гумметистов. Вывод Каренина опирался, в том числе, на собственноручно заполненную Эфендиевым анкету, из которой видно, что он находился в Астрахани до мая 1919 года. Однако ещё до этого, 5 апреля, Эфендиев отправил телеграмму Нариманову в Астрахань, сообщая ему: «Комиссариат Закавказских мусульман закрыт. Открытие ещё не решено, ждём приезда Сталина. Вопрос о „Гуммете“ скоро разрешится в ЦК партии». Как бы то ни было, но в Москву он поехал, о чём говорит оставленная впоследствии им запись: «По выздоровлении был отозван партией и отправлен в Москву в ЦК нашей партии с поручением касательно Азербайджанских дел».
По постановлению Оргбюро ЦК РКП(б) его в июне назначили заместителем председателя Центрального Бюро коммунистических организаций народов Востока при ЦК РКП(б) и одновременно он являлся комиссаром по делам мусульман Закавказья при Народном комиссариата по делам национальностей (Наркомнаце). 21 июня Центральное Бюро делегировало Эфендиева на совещание по выработке устава национальных секций РКП(б).
Здесь в Москве на страницах еженедельного органа Наркомнаца — газете «Жизнь национальностей», публиковались его комментарии, сообщения, статьи (например «Баку — центр большевизма в Закавказье», «Азербайджан и Армения» и другие). В течение июня 1919 — января 1920 годов «Жизнь национальностей» опубликовало 30 его статей. Был делегатом Второго съезда коммунистических организаций народов Востока, открывшегося в Москве 22 ноября 1919 года.
В феврале 1920 года ЦК РКП(б) направил его на Крымский фронт, в распоряжение Крымского ревкома и Крымского областного бюро РКП(б)). Находясь в Крыму, он работал в должности председателя комиссии по борьбе с сыпным тифом, участвовал в боях у Перекопа с врангелевцами.

### Государственная деятельность
28 апреля 1920 года в Азербайджане установилась Советская власть, а уже 10 мая Крымское областное бюро ЦК РКП(б) отправила С. М. Эфендиева на родину. После своего прибытия, он первые недели заменял Д. Буниатзаде в должности наркома просвещения. 8 июня вышел приказ за подписью С. М. Эфендиева о переходе всех частных учебных заведений в руки рабоче-крестьянской власти. Будучи депутатом от Балахано-Сабунчинского района, Эфендиев принимал участие в работе Бакинского Совета рабочих, красноармейских и матросских депутатов.
В мае-июне 1920 года ЦК АКП(б) направил нескольких руководящих партийных работников в уезды. Эфендиева ЦК АКП(б) назначил Чрезвычайным уполномоченным в Гянджинский уезд.

#### Наркомзем

Мемориальная доска на стене дома в Баку, в котором с 1921 по 1937 год жил Султан Меджид Эфендиев

На I Всезербайджанском съезде Советов, прошедшим в мае 1921 года, его избрали членом Азербайджанского Центрального Исполнительного Комитета (АзЦИК). В утверждённом 21 мая, на первом заседании АзЦИК, составе Совета Народных Комиссаров (СНК) он занял должность народного комиссара земледелия (наркомзема). Не являясь специалистом по сельскому хозяйству, Эфендиев стал изучать экономику и практику сельского хозяйства. Он досконально изучил землеустройство и умело проводил в азербайджанской деревне политику уравнительного землепользования
Придя в Народный комиссариат земледелия (Наркомземат), Эфендиев приступил к реорганизации её аппарата. Вместо отделов, к осени 1920 года в структуре Наркомземата появились управления землеустройства, хлопковое, земледелия, водное и другие. В уездах их филиалами являлись агрономические и ветеринарные пункты, лесничества, водные районы и другие, которые также находились в подчинении и органов местной власти. Изменился подход к работе. По предложению С. М. Эфендиева Наркомземат, его специальные уполномоченные, теперь несли всю ответственность за проведение хозяйственных кампаний в республике.
На момент установления в Азербайджане Советской власти, хозяйство в республике находилось в тяжёлом состоянии. По сравнению с довоенным уровнем общая площадь сельскохозяйственных культур в 1920 году сократилась на 40 %, площадь под хлопчатником — на 99 %, виноградниками — на 30 %, а падение продукции животноводства в целом произошло на 60-70 %. Плодовые сады были вырублены до 40 %. Совершенно прекратилась посадка табака. Оросительная система на полях также пришла в упадок. В результате резкого сокращения посевы под хлопок составляли 2,3 % от довоенного уровня (посевы хлопка, по сравнению с 1913 годом, уменьшились примерно в 100 раз).
К моменту установления Советской власти, пропускная способность оросительных каналов на Мугани уменьшилась в 4 раза, около 200 тысяч десятин поливных земель выбыли из строя по всему Азербайджану. Восстановление оросительной системы относилось к числу важнейших задач. Ещё Ленин в своём письме «Товарищам-коммунистам Азербайджана, Грузии, Армении, Дагестана, Горской республики» от 14 апреля 1921 года писал, что «орошение, особенно важно, чтобы поднять земледелие и скотоводство во что бы то ни стало… Орошение… укрепит переход к социализму». То, что вопрос о воде неотделим от вопроса о земле, понимал и Эфендиев. Когда он выезжал в уезды, то посещал оросительные сооружения.
Восстановление ирригационной системы и расширение орошаемых посевных полей началось прежде всего с Мугани. Уже летом 1921 года Наркомземат занялся восстановлением водных каналов в Северной Мугани, которую Эфендиевым именовал «золотым дном». Большую материальную помощь предоставила Советская Россия. Совет Труда и Обороны РСФСР в октябре учредил специальное управление по руководству милирационно-строительными работами в Муганской степи — «Мугмельстрой». В Азербайджан шли финансовые и материальные средства. На I съезде коммунистических организаций Закавказья Г. К. Орджоникидзе говорил:
Стоял вопрос относительно орошения Муганской степи. Краевое совещание на этот вопрос обратило серьёзное внимание и поставило этот вопрос более широко перед Советом Труда и Обороны в Москве и добилось следующего. Совет Труда и Обороны ассигновал на орошение Муганской степи 800 000 рублей золотом, ассигновал несколько сот тысяч аршин мануфактуры, леса и другие материалы.
На II Всеазербайджанском съезде Советов С. М. Эфендиев сообщил делегатам о первых результатах строителей на Мугани: вода введённых в строй каналов должна была оросить 30 тысяч десятин земли. В 1923 году оросить можно было до 50 тысяч десятин земли, а к весне 1924 года количество орошаемых каналами земель дошло до 62 тысяч десятин.
В восстановлении каналов, рытью арыков, ремонту кягризов и водокачек участвовали тысячи крестьян. К мобилизации крестьянских масс призывал и сам Эфендиев. На II Всеазербайджанском съезде Советов он рассказывал, что «в Шушинском уезде на моё предложение сообща восстановить запущенные кягризы, крестьяне сразу и живо взялись за работу. То же самое мы провели и в других уездах и теперь большинство кягризов в Гянджинском, Шамхорском и Шушинском уездах уже отермонтировано».

#### На иной работе

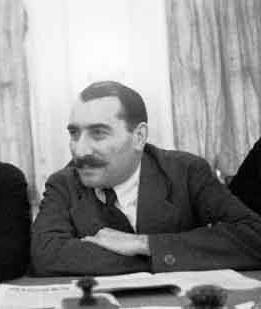
Член президиума С. М. Эфендиев на заседании 2-й сессии ЦИК СССР 7-го созыва. Москва, 1936 год.

В 1924 году на пленуме ЦКК АКП(б), открывшегося спустя несколько дней после VI съезда АКП(б), Эфендиева не только избрали председателем ЦКК АКП(б), но и ввели в состав партколлегии. Совсем скоро, 31 мая XIII съезд РКП(б) избрал его членом ЦКК РКП(б), а 31 декабря 1925 года это же сделал XIV съезд ВКП(б) и в итоге членом ЦКК РКП(б) Эфендиев оставался до 2 декабря 1927 года.
С конца 1927 года он был заместителем председателем АзЦИК, а 13 декабря 1930 года стал его председателем, проработав в это должности до июня 1937 года.
При его участии было разработано Положение об Азербайджанском государственном научно-исследоватальском институте при АзЦИК — АзГНИИ, ставший предшественником нынешней НАН Азербайджана. С. М. Эфендиева назначили директором АзГНИИ и избрали одним из действительных членов.
Был членом Конституционной комиссии, составленной Бюро ЦК АКП(б) для разработки проекта Конституции Азербайджанской ССР. Он же открыл в марте 1937 года Чрезвычайный IX Всеазербайджанский съезд Советов, на котором была принята новая Конституция Советского Азербайджана.
Был делегатом XII и XIII съездов РКП(б), Бюро Азербайджанской КП(б), член ЦИК СССР.

### На уровне ЗСФСР
Начиная с 1921 года республики Закавказья приступили к работе по объединению в единое федеративное государство. 3 ноября 1921 года в Баку собрался пленум Кавбюро РКП(б), который утвердил комиссию (председатель Ш. З. Элиава) по разработке проекта Союзного договора и Эфендиев вошёл в её состав от Азербайджанской партийной организации.
3 марта 1922 года третья сессия АзЦИК приняло положение о федеративном союзе закавказских республик и в тот же день Политбюро и Оргбюро АКП(б) утвердило Эфендиева в числе 25 делегатов от АзЦИК на Закавказскую полномочную конференцию. Полномочная конференция представителей ЦИК Азербайджанской, Грузинской и Армянской ССР ,по решению Заккрайкома РКП(б), открылась 11 марта и на следующий день она приняла союзный договор, утвердивший Федеративный Союз Социалистических Советских Республик Закавказья (ФСССРЗ).
28 января 1932 года постановлением II-й сессии ЦИК ЗСФСР VI-го созыва Эфендиев был назначен председателем ЦИК ЗСФСР.

### Арест и казнь
На XXII Бакинской партийной конференции, состоявшейся в мае 1937 года, С. М. Эфендиев был обвинён в укрывательстве врагов Советской власти. В принятой по итогам конференции резолюции был включён пункт о неискреннем поведении С. М. Эфендиева, Г. Султанова и других коммунистов и о расследовании их «дела». 5 июня, выступая на заседании XIII съезда АКП(б), Эфендиев отверг выдвинутые против него обвинения. М. Д. Багиров и Ю. Д. Сумбатов-Топуридзе потребовали от него признания в антисоветской, контрреволюционной деятельности.
Главной виной М. Д. Багиров назвал то, что «Вы послали в Москву так называемых своих родственников в кавычках, дав им заявление на руководство ЦК КП(б) Азербайджана». В ходе прений Багиров вспомнил о публицистической деятельности С. М. Эфендиева, в частности то, что он в одной из своих статей в 1924 году упомянул фамилию Расулзаде. С. М. Эфендиев объяснял это требованием соблюдения «исторической правдивости», в ответ на что Багиров заявил: «Товарищи, чей это язык? Товарищи, это язык Троцкого». С обвинениями выступили и другие делегаты съезда. Так, председатель Совнаркома республики Усейн Рахманов говорил:
Эфендиев пытался признать своим вождём самого злейшего врага азербайджанского народа Мамеда Эмина Расулзаде. Иначе нельзя объяснить, почему он называл Расулзаде своим товарищем... Называть своим товарищем и считат, что он вёл борьбу в бакинской организации по умиротворению так называемой национальной вражды — это является чистейшей контрреволюционной выходкой и она не случайна со стороны Эфендиева».
В ходе съезда С. М. Эфендиев заявил: «…Я в партии 33 года. За эти 33 года я беспорочно работал в партии и меня никакой клеветой и провокацией погубить нельзя». 24 июня его арестовали органы НКВД. Тогда же в конце месяца председатель ЦИК СССР М. И. Калинин запросил обстоятельства дела С. М. Эфендиева, но М. Д. Багиров сообщил, что тот снят с должности и арестован за контрреволюционную деятельность.
По показаниям свидетелей он подвергался жестоким избиениям со стороны сотрудников азербайджанского НКВД (Ю. Д. Сумбатова, Цинмана, Гвоздева и Сонькина), требовавших от него необходимых им показаний. Тем не менее он долго держался, не давая требуемых показаний. По свидетельству Д. П. Возничука, работавшим старшим надзирателем тюрьмы, «…жестоким избиениям подвергались председатель ЦИК Эфендиев, быв. сотрудник органов Павлов. Причём Эфендиева били так сильно, что после допросов он мог только лежать…». Бывший оперуполномоченный НКВД Азербайджана В. М. Дудиев рассказывал:
Однажды я зашёл в кабинет Сонькина или Ермакова — точно не помню, — там находился оперуполномоченный Мусатов Николай (боксёр), нач. отдела Цинман, нарком Сумбатов и ещё кто-то из работников. Из арестованных в кабинете был Эфендиев Султан Меджид, он сидел на полу в разорванной рубашке, весь избит. Его кто-то из следователей обливал водой и приводил в чувство, а другой в это время говорил ему: "Давай показания...".
Другой свидетель Х. П. Халдыбанов показал: «лично видел, как Цинман и Мусатов Коля допрашивали председателя президиума Верховного Совета Азербайджанской ССР Эфендиева С. М. и избивали его. Причём Цинман оскорблял Эфендиева, презрительно называл его президентом». По утверждению других свидетелей, когда С. М. Эфендиев пожаловался на действия следователей, Цинман нанёс ему удар кулаком в лицо и вышел, после чего следователи продолжили избиение. Наконец, 16 августа 1937 года Цинман оформил акт:

Привлечённый к следствию обвиняемый Султан Меджид Эфендиев сообщил, что хотя не участвовал в контрреволюционной деятельности, но, учитывая сложившуюся политическую ситуацию, готов дать показания о своём участии в националистической контрреволюционной организации.

В основе предъявленного ему обвинения лежали его собственные показания, данные им на предварительном следствии, а также показания других арестованных лиц (например Р. Ахундова, Г. Султанова и других). Виновным в судебном заседании он себя не признал. С. М. Эфендиев объявил, что его показания на предварительном следствии ложные и от них отказался. Само имя С. М. Эфендиева значилось в Сталинском списке, утверждённом 22 декабря 1937 года и он подлежал наказанию по I категории, означавшей расстрел. 21 апреля 1938 года Военная коллегия Верховного суда СССР приговорила С. М. Эфендиева к расстрелу.
23 ноября 1955 года генеральный прокурор СССР Р. А. Руденко отправил в ЦК КПСС записку о реабилитации С. М. Эфендиева. 30 ноября члены Президиума ЦК КПСС путём опроса постановили: «Принять предложение Генерального прокурора СССР т. Руденко, изложенное в записке от 23 ноября 1955 г., № 214лс».
Суд над Багировым состоялся в апреле 1956 года. Согласно приговору, вынесенному 26 апреля Военной коллегией Верховного суда СССР, С. М. Эфендиев как и ряд других руководящих партийно-советских работников Советского Азербайджана был необоснованно арестован «по преступному указанию Багирова». Было также установлена, что А. Атакишиев принимал участие в фальсификации протоколов допроса по делу Эфендиева.

## Награды
- Орден Трудового Красного Знамени (1932) — постановлением ЗакЦИК[4]

## Сочинения
- «Из истории революционного движения азербайджанского пролетариата», Баку 1957.